# Hélène de Pourtalès
Hélène de Pourtalès, nascuda com a Helen Barbey (Nova York, 28 d'abril de 1868 - Ginebra, 2 de novembre de 1945), va ser una regatista suïssa, que va competir durant el darrer terç del segle xix, primera dona a guanyar una medalla en uns Jocs Olímpics moderns.
El 1900 va prendre part en els Jocs Olímpics de París, que per primer cop en l'era moderna admetien dones, i hi participà en tres proves del programa de vela. Formava part de la tripulació que va guanyar una medalla d'or i una altra de plata en les dues curses de la modalitat d'1 a 2 tones, la més lleugera, a bord de l'embarcació Lérina, que representava Suïssa, junt al seu marit, Hermann de Pourtalès, i al seu nebot, Bernard de Pourtalès. No finalitzaren la prova de la classe oberta.
Hélène de Pourtalès entrà a la història com la primera dona a guanyar una medalla en uns Jocs Olímpics moderns.